# Военно-морской арсенал в Сасебо
Военно-морской арсенал в Сасебо (яп. 佐世保海軍工廠 Сасэбо кайгун ко:сё:) — одна из главных верфей Императорского флота Японии, располагавшаяся в городе Сасебо, префектура Нагасаки.

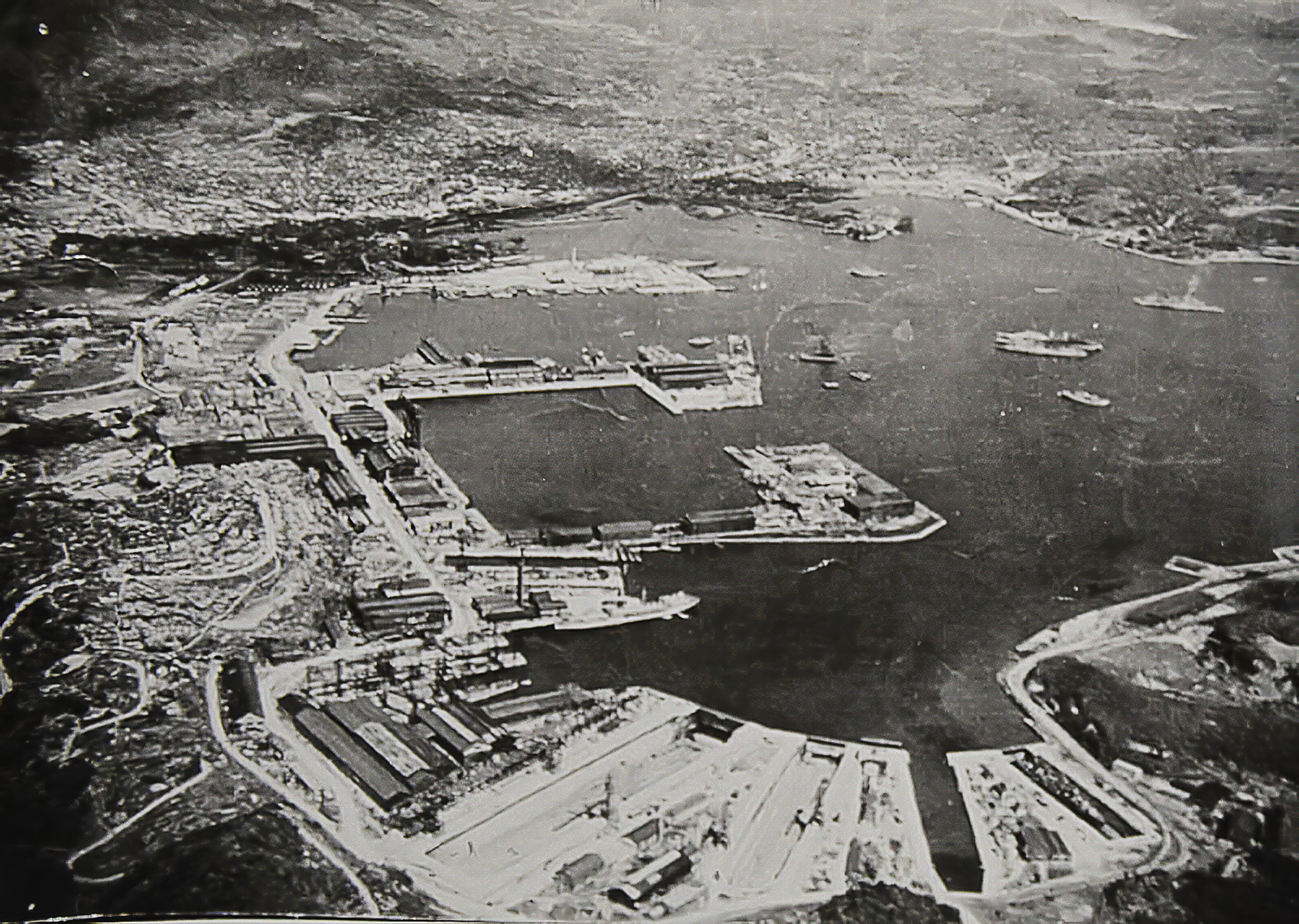
Военно-морской арсенал в Сасебо (1920—1930)

В 1889 году в Сасебо открыта ремонтная верфь с сухим доком, являвшаяся частью основанного в 1886 году Военно-морского района Сасебо. В 1897 году, после расширения производственных мощностей, получила название «Верфи Сасебо» (англ. Sasebo Shipyards), в 1903 году верфи получили название «Военно-морской арсенал в Сасебо». Работами по созданию верфи управлял приглашённый в 1886 году в Японию известный французский кораблестроитель Эмиль Бертен, находившийся в стране более четырёх лет.
По состоянию на 1945 год арсенал в Сасебо состоял из кораблестроительных и ремонтных предприятий, многих вспомогательных цехов, мастерских и тому подобного, обладал разнообразным портовым оборудованием и сложной системой обороны. Всё это обеспечивало обслуживание и базирование крупных сил японского флота.

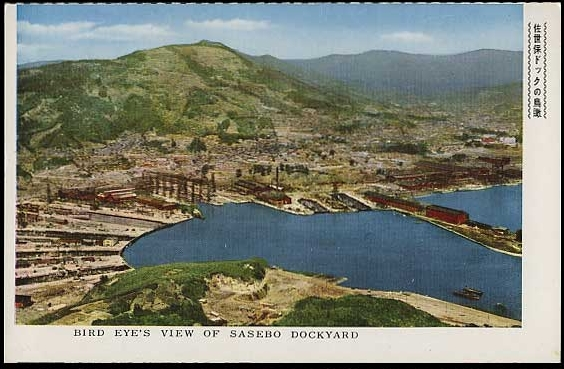
Военно-морской арсенал в Сасебо, 1930-е годы